# Ингуловка
Ингуловка (укр. Інгулівка) — село в Дарьевской сельской общине Херсонского района Херсонской области Украины.
Почтовый индекс — 74320. Телефонный код — 5546. Код КОАТУУ — 6520682403.

## Население
Население по переписи 2001 года составляло 274 человека.

### Языковой состав
Родной язык населения по данным переписи 2001 года:
| Язык       | Численность, чел. | Доля     |
| ---------- | ----------------- | -------- |
| Украинский | 263               | 95,99 %  |
| Русский    | 7                 | 2,55 %   |
| Другое     | 4                 | 1,46 %   |
| Итого      | 274               | 100,00 % |